# Очень странное Рождество
Очень странное Рождество (англ. A Fairly Odd Christmas), известный также как Рождество с волшебными покровителями — американско-канадский фильм канала Nickelodeon, который является продолжением первого фильма, который снят по мультсериалу «Волшебные родители». Был выпущен в США 29 ноября 2012 года. 17 декабря 2013 года фильм вышел на DVD.

## Сюжет
Фильм является продолжением первого. Тимми, Тутти и феи Тимми путешествуют по всему миру, исполняя различные желания детей. В результате чего эти дети удаляются со списка Санты. Вернувшись домой, Тимми и Тутти встречают двух эльфов — Колядку и Дингла, которые зовут их на Северный полюс, чтобы поговорить с Сантой. Приехав туда, произошёл несчастный случай с Сантой — он не помнит, кто он. После этого появляется Йорген и говорит Тимми, что теперь он новый Санта-Клаус. Но позже он попадает в чёрный список из-за этого случая с Сантой. Теперь главная задача Тимми — вычеркнуть себя из этого списка и спасти Рождество.

## Роли
- Дрейк Белл — Тимми Тёрнер
- Даниэлла Моне — Тутти
- Даран Норрис — Космо (озвучка), Папа Тимми
- Сьюзан Блэксли — Ванда (озвучка)
- Тара Стронг — Пуф (озвучка)
- Марк Гиббон — Йорген Фон Стрэнгл
- Дэвид Льюис — Дензел Крокер
- Терил Ротери — Мама Тимми
- Дейвон Вейгель — Викки
- Донаван Стинсон — Санта
- Трэвис Тёрнер — Дингл
- Девин Далтон — Колядка
- Тони Кокс — Элмер, старший эльф
- Далила Бела — эльф Джингл Джилл

## Производство
Через двенадцать дней после премьеры фильма «Волшебные родители: Повзрослей, Тимми Тёрнер!» Бутч Хартман написал, что работает над новыми идеями для продолжения этого фильма. 14 марта 2012 года сиквел был объявлен. Фильм снимался в Ванкувере, Уистлере и около горы Уистлер. Съёмки проходили с 23 марта по 18 апреля 2012 года.

## Рейтинги
Фильм набрал 4 473 миллионов просмотров. На IMDb оценён на 5,1 из 10.